# Молочников, Валерий Викторович
Валерий Викторович Молочников (8 июля 1936, Москва — 13 ноября 2021, Ставрополь) — советский и российский учёный в области технологии переработки молока, член-корреспондент ВАСХНИЛ (1988), член-корреспондент РАН (2014).

## Биография
Окончил Московский технологический институт мясной и молочной промышленности (1959).
- 1959—1960 — сменный мастер, старший инженер Омского молкомбината;
- 1960—1961 — младший научный сотрудник Омского филиала ВНИИ молочной промышленности (ВНИМИ);
- 1961—1962 — начальник цеха сушки Сумской биофабрики.
- 1962—1966 — аспирант, младший научный сотрудник ВНИИ физиологии и биохимии с.-х. животных,
- 1966 начальник отдела Главмикробиопрома при Совете Министров СССР,
- 1966—1979 — старший научный сотрудник, заведующий лабораторией, заведующий сектором ВНИМИ.
- 1979—1985 — директор Северо-Кавказского филиала ВНИИ маслодельной и сыродельной промышленности.
- 1985—2002 — директор ВНИИ комплексного использования молочного сырья.

С 2006 г. профессор кафедры технологии производства и переработки с.-х. продукции Ставропольского государственного аграрного университета.
Специалист в области технологии переработки молока и создания продуктов питания лечебно-профилактического и лечебного назначения.
Доктор биологических наук (1974), профессор (1983), член-корреспондент ВАСХНИЛ (1988), член-корреспондент РАН (2014).
Заслуженный деятель науки и техники РСФСР (1995).
Опубликовал более 300 научных трудов, в том числе 22 книги и брошюры. Получил свыше 60 авторских свидетельств и патентов на изобретения.
Публикации:
- Остатки пестицидов в молочных и мясных продуктах и методы их определения / соавт. И. А. Шумкова. — М.: Пищепромиздат, 1975. — 223 c.
- Мойка и дезинфекция оборудования предприятий молочной промышленности / соавт. Г. В. Кирюткин. — М.: Пищепромиздат, 1976. — 121 c.
- Безотходная технология переработки молока на основе безмембранного осмоса / соавт.: Т. А. Орлова, С. В. Анисимов. — М., 1986. — 36 с.
- Современные направления в производстве новых видов молочных продуктов / соавт.: Т. А. Орлова, С. В. Анисимов. — М., 1987. — 39 с.
- Основные направления переработки пахты. — М., 1989. — 37 с.
- Теория и практика безотходной переработки молока в замкнутом технологическом цикле: моногр. / соавт.: В. И. Трухачев и др.; ФГБОУ ВПО «Ставроп. гос. аграр. ун-т». — Ставрополь: АГРУС, 2012. — 358 с.

Скончался 13 ноября 2021 года.